# Березовка (Старобельский район)
Березо́вка (укр. Березі́вка) — село Старобельского района Луганской области Украины.
Население по переписи 2001 года составляло 357 человек. Почтовый индекс — 92314. Телефонный код — 6463. Занимает площадь 3,13 км². Код КОАТУУ — 4423388202.
Во времена Советского Союза на территории села было расположено две животноводческие фермы, на конец 90-хх годов прошлого столетия были закрыты, в последствии разрушены.
По состоянию на конец 2021 года в селе функционировал один магазин, гимназия I-II ступени, дом культуры, отделение Укрпочты. 

## Транспорт
До апреля 2014 года существовал рейсовый автобус Березовка - Луганск. Ежедневно курсирует автобус Березовка - Новопсков. С 2016 года по февраль 2022 года курсировал автобус Танюшевка - Северодонецк. 
Ближайшая железнодорожная станция - Солидарный (18 км. от села).

## Местный совет
92312, Луганська обл., Новопсковський р-н, с. Танюшівка, вул. Центральна, 10  (укр.)